# Andrij Mychajłow
Andrij Mychajłowycz Mychajłow, ukr. Андрій Михайлович Михайлов (ur. 7 maja 1982 w Kijowie) – ukraiński piłkarz, grający na pozycji bramkarza.

## Kariera piłkarska

### Kariera klubowa
Syn znanego piłkarza Mychajła Mychajłowa. Wychowanek Szkoły Piłkarskiej Dynama Kijów. Występował w juniorskich mistrzostwach Ukrainy (DJuFL) w CSKA Kijów i ATEK Kijów. Karierę piłkarską rozpoczął 15 maja 1999 w trzeciej drużynie Dynama. Latem 2003 został piłkarzem Zirki Kirowohrad, w składzie której 16 kwietnia 2004 debiutował w Wyższej lidze. Potem występował w klubach Borysfen Boryspol, İnter Baku, CSKA Kijów, Krywbas Krzywy Róg i Dnipro Czerkasy. W 2010 zakończył karierę piłkarską w Zakarpattia Użhorod.

## Sukcesy i odznaczenia

### Sukcesy klubowe
- mistrz Pierwszej lihi Ukrainy: 2001
- brązowy medalista Pierwszej lihi Ukrainy: 2003